# Helmut Bellingrodt
Helmut Bellingrodt (n. 10 iulie 1949, Barranquilla, Columbia) este un trăgător de tir ce a reprezentat Columbia, medaliat olimpic. A participat la două ediții ale Jocurilor Olimpice (1972, 1984) în care a câștigat două medalii de argint.